# ブレイバーンカントリークラブ
ブレイバーンカントリークラブ (Brae Burn Country Club) は米国マサチューセッツ州ウェストニュートンにあるゴルフコース。ドナルド・ロスが設計した。USGA （全米ゴルフ協会）主催の選手権大会を都合7回開催した実績を持ち、この中には1919年全米オープン、1928年全米アマチュアが含まれる。古典的レイアウトと、極めて難度の高いグリーンで知られている。

## 歴史
ヘンリー・B・デイ (Henry B. Day) とその弟のフランク・A・デイ (Frank A. Day) の兄弟がクラブ創設の中心となり、ヘンリーが1921年から1928年にかけてクラブ会長を務めた。元の 6 ホールコースは創設者の私有地や無主地を利用してコモンウェルスアベニューの両側にまたがって建設された。このコースは1897年に9ホールとなり、1903年に新しい18ホールコースの建設が完了するまで使用された。1906年、全米女子アマチュア選手権がここで開催され、妹のマーガレットとともにカーチスカップを創設したことで有名なハリオット・カーチスが優勝したが、その極めて挑戦的で高いコース難度で有名になった。
1912年、スコットランド人ドナルド・ロスがその初めてのコース改修に着手した。この改修の完了後、ブレイバーンでの USGA 主催選手権としては2大会目となる1919年（男子）全米オープンが開催され、無敵のウォルター・ヘーゲンが優勝した。1928年の全米アマ開催のためのコース改修も再びドナルド・ロスに手によって行われた。18番ホールの改修ではバックティーを新設したが、この大会で優勝したボビー・ジョーンズに因んでこのティーは「ジョーンズティー」と呼ばれるようになった。
1928年以降は、ティーやグリーンに僅かな変更が行われた以外はコースに大きな改修は行われてない。1958年および1970年のカーチスカップ、1975年の全米女子アマなど、引き続き全国クラスの大会の会場となっている。ブレイバーン100周年にあたる1997年、全米女子アマが再度開催され、決勝でシルビア・カバリエリが米国人ロビン・バークを 5&4 で破ってイタリア人として初優勝した。現在ブレイバーンは USGA とマサチューセッツゴルフ協会 (Massachusetts Golf Association, MGA) 両方のメンバーとなっており、様々な MGA 主催大会の会場となるなど積極的な参加を行っている。